# Basketball-Bundesliga 2001-2002
La Basketball-Bundesliga 2001-2002 è stata la 36ª edizione del massimo campionato tedesco di pallacanestro maschile. La vittoria finale è stata ad appannaggio dell'Alba Berlin.

## Stagione regolare
|     | Squadra                  | G  | V  | P  | Pt. | Qualificazione       |
| --- | ------------------------ | -- | -- | -- | --- | -------------------- |
| 1.  | Opel Skyliners Frankfurt | 26 | 20 | 6  | 40  | playoffs             |
| 2.  | Telekom Baskets Bonn     | 26 | 20 | 6  | 40  | playoffs             |
| 3.  | RheinEnergy Cologne      | 26 | 20 | 6  | 40  | playoffs             |
| 4.  | Bayer Giants Leverkusen  | 26 | 18 | 8  | 36  | playoffs             |
| 5.  | Alba Berlin              | 26 | 18 | 8  | 36  | playoffs             |
| 6.  | Avitos Gießen            | 26 | 15 | 11 | 30  | playoffs             |
| 7.  | TSK uniVersa Bamberg     | 26 | 14 | 12 | 28  | playoffs             |
| 8.  | Brandt Hagen             | 26 | 12 | 14 | 24  | playoffs             |
| 9.  | s.Oliver Würzburg        | 26 | 11 | 15 | 22  | girone retrocessione |
| 10. | WiredMinds Tübingen      | 26 | 8  | 18 | 16  | girone retrocessione |
| 11. | HERZOGtel Trier          | 26 | 8  | 18 | 16  | girone retrocessione |
| 12. | StadtSport Braunschweig  | 26 | 7  | 19 | 14  | girone retrocessione |
| 13. | EWE Baskets Oldenburg    | 26 | 6  | 20 | 12  | girone retrocessione |
| 14. | Mitteldeutscher          | 26 | 5  | 21 | 10  | girone retrocessione |

### Girone retrocessione
|     | Squadra                 | G  | V  | P  | Pt. | Qualificazione                         |
| --- | ----------------------- | -- | -- | -- | --- | -------------------------------------- |
| 9.  | s.Oliver Würzburg       | 36 | 15 | 21 | 30  |                                        |
| 10. | StadtSport Braunschweig | 36 | 14 | 22 | 28  |                                        |
| 11. | HERZOGtel Trier         | 36 | 14 | 22 | 28  |                                        |
| 12. | EWE Baskets Oldenburg   | 36 | 13 | 23 | 26  |                                        |
| 13. | Mitteldeutscher         | 36 | 10 | 26 | 20  | retrocesse in 2. Basketball-Bundesliga |
| 14. | WiredMinds Tübingen     | 36 | 9  | 27 | 18  | retrocesse in 2. Basketball-Bundesliga |

## Playoff
|  | Quarti di finale | Quarti di finale  | Quarti di finale |               |                  | Semifinali        | Semifinali | Semifinali |  |  | Finali | Finali       | Finali |
|  |                  |                   |                  |               |                  |                   |            |            |  |  |        |              |        |
|  | 1.               | Skyl. Francoforte | 3                |               |                  |                   |            |            |  |  |        |              |        |
|  | 8.               | Brandt Hagen      | 0                |               |                  |                   |            |            |  |  |        |              |        |
|  | 8.               | Brandt Hagen      | 0                |               | 1.               | Skyl. Francoforte | 0          |            |  |  |        |              |        |
|  |                  |                   |                  |               | 1.               | Skyl. Francoforte | 0          |            |  |  |        |              |        |
|  |                  | 5.                | Alba Berlino     | 3             |                  |                   |            |            |  |  |        |              |        |
|  | 4.               | 5.                | Alba Berlino     | 3             | Bayer Leverkusen | 1                 |            |            |  |  |        |              |        |
|  | 4.               |                   |                  |               | Bayer Leverkusen | 1                 |            |            |  |  |        |              |        |
|  | 5.               | Alba Berlino      | 3                |               |                  |                   |            |            |  |  |        |              |        |
|  |                  |                   |                  |               |                  |                   |            |            |  |  | 5.     | Alba Berlino | 3      |
|  |                  |                   | 3.               | Cologne 99ers | 0                |                   |            |            |  |  |        |              |        |
|  | 2.               | Telekom Bonn      | 3                |               |                  |                   |            |            |  |  |        |              |        |
|  | 7.               | Bamberga          | 2                |               |                  |                   |            |            |  |  |        |              |        |
|  | 7.               | Bamberga          | 2                |               | 2.               | Telekom Bonn      | 1          |            |  |  |        |              |        |
|  |                  |                   |                  |               | 2.               | Telekom Bonn      | 1          |            |  |  |        |              |        |
|  |                  | 3.                | Cologne 99ers    | 3             |                  |                   |            |            |  |  |        |              |        |
|  | 3.               | 3.                | Cologne 99ers    | 3             | Cologne 99ers    | 3                 |            |            |  |  |        |              |        |
|  | 3.               |                   |                  |               | Cologne 99ers    | 3                 |            |            |  |  |        |              |        |
|  | 6.               | MTV Gießen        | 1                |               |                  |                   |            |            |  |  |        |              |        |

| Basketball-Bundesliga 2001-2002 |
| ------------------------------- |
| ALBA Berlin 6º titolo           |

## Formazione vincitrice
| N° | Naz.                            | Ruolo | Sportivo        |  | Alt. |  |
| -- | ------------------------------- | ----- | --------------- |  | ---- |  |
| 4  | Germania (bandiera)             | G     | Henrik Rödl     |  | 200  |  |
| 5  | Germania (bandiera)             | G     | Jörg Lütcke     |  | 200  |  |
| 6  | Germania (bandiera)             | AG    | Sven Schultze   |  | 208  |  |
| 7  | Germania (bandiera)             | G     | Marko Pešić     |  | 198  |  |
| 8  | Stati Uniti (bandiera)          | P     | Derrick Phelps  |  | 199  |  |
| 9  | Germania (bandiera)             | C     | Teoman Öztürk   |  | 208  |  |
| 10 | Jugoslavia (bandiera)           | C     | Dejan Koturović |  | 214  |  |
| 11 | Germania (bandiera)             | GA    | Nino Garris     |  | 199  |  |
| 12 | Stati Uniti (bandiera)          | A     | Wendell Alexis  |  | 205  |  |
| 13 | Germania (bandiera)             | G     | Tommy Thorwarth |  | 198  |  |
| 14 | Rep. Ceca (bandiera)            | C     | Jiří Zídek      |  | 213  |  |
| 14 | Germania (bandiera)             | AC    | Stipo Papic     |  | 208  |  |
| 15 | Germania (bandiera)             | P     | Mithat Demirel  |  | 180  |  |
| 15 | Germania (bandiera)             | AG    | Guido Grünheid  |  | 208  |  |
|    | Bosnia ed Erzegovina (bandiera) | All.  | Emir Mutapčić   |  |      |  |

## Premi e riconoscimenti
- MVP regular season:  Wendell Alexis, Alba Berlin